# Шаньдун Хай-Спид Кирин
Шаньдун Хай-Спид Кирин (кит. упр. 山东高速麒麟俱乐部, англ. Shandong Hi-Speed Kirin) — китайский баскетбольный клуб, выступающий в Северном дивизионе Китайской баскетбольной ассоциации (КБА). Представляет город Цзинань, провинция Шаньдун. Некоторые домашние матчи проводит в близлежащем городе Линьи.

## История
Клуб был основан в 1995 году и был одним из основателей Китайской баскетбольной ассоциации (КБА). С 1995 по 2003 год команда называлась Шаньдун Флэймин Буллз (англ. Shandong Flaming Bulls), с 2003 по 2004 года — Шаньдун Лайонс, с 2004 по 2014 года клуб назывался Шаньдун Голд Лайонс, с 2014 стал называться Шаньдун Голден Старз.

## Известные игроки
- Гун Сяобинь
- Донатас Мотеюнас
- Отелло Хантер
- Алан Андерсон
- Андре Эмметт
- Стромайл Свифт
- Тай Лоусон
- Мирослав Радульица